# 福島県道142号河内郡山線

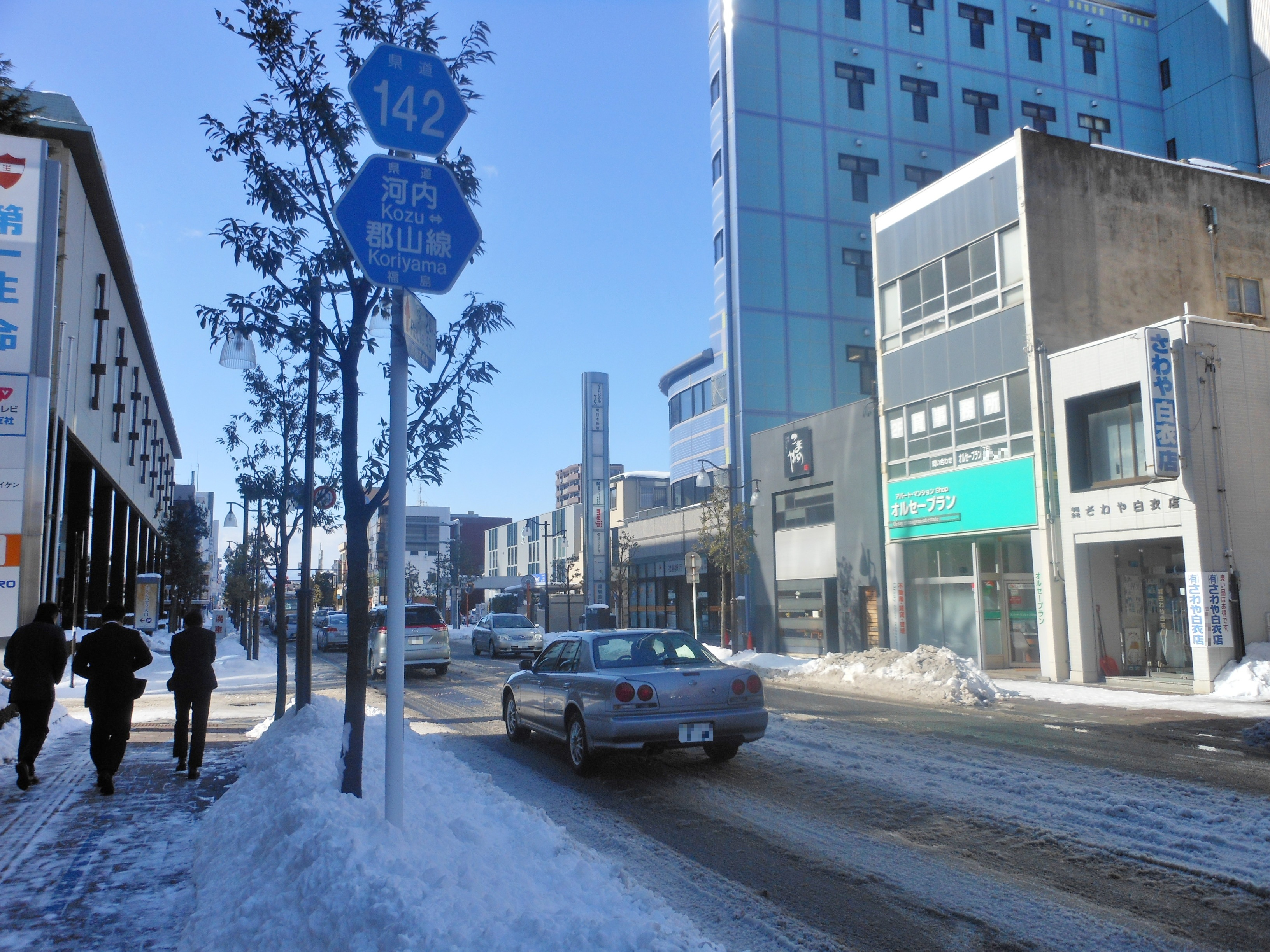
沿線風景（郡山市虎丸町）

福島県道142号河内郡山線（ふくしまけんどう142ごう こうずこおりやません）は、福島県郡山市を通る一般県道である。

## 概要
- 起点 : 郡山市逢瀬町河内字町東（北緯37度25分3.5秒 東経140度16分32.6秒 / 北緯37.417639度 東経140.275722度）
- 終点 : 郡山市清水台2丁目（北緯37度23分55.2秒 東経140度22分59.7秒 / 北緯37.398667度 東経140.383250度）
- 総延長 : 11.148 km[1]
  - 実延長：10.230 km
- 路線認定年月日：1959年8月31日[2]

### 重用路線
- 福島県道55号郡山矢吹線（郡山市片平町字南前～同市片平町字並西勝）
- 国道49号（郡山市桑野3丁目～同市桑野1丁目〈開成山交差点〉）

### 道路通称
- うねめ通り（郡山市） - 国道49号交点より西を通る。
- さくら通り（郡山市） - 国道49号交点より東を通る。

### 道路施設
亀田橋
- 全長：16.0 m
- 幅員：15.0（25.0） m
- 形式：単純PCプレテン中空床版橋
- 竣工：1997年

郡山市亀田にて一級水系阿武隈川水系亀田川を渡る。西詰は小山田団地うねめ通り交差点、東詰は上亀田交差点であり、国道4号郡山バイパスがオーバーパスしている（直接の接続はない）。橋上は片側2車線計4車線で供用されており、両側に歩道が設置されている。
的場橋
- 全長：43.490 m
- 主径間：21.105 m
- 幅員：9.0（16.0） m
- 形式：2径間単純PCプレテンホロー桁橋
- 竣工：1988年度

市内片平町にて一級水系阿武隈川水系逢瀬川を渡る。1936年に架けられた旧橋の老朽化と幅員狭小による円滑な交通の支障を解消するため1982年度より地方道橋梁整備事業として建設された。総工費は3億7300万円。

## 地理

### 交差する道路
- 福島県道29号長沼喜久田線（郡山市逢瀬町河内字町東 起点）
- 福島県道55号郡山矢吹線 矢吹町方面（郡山市片平町字南前）
- 福島県道55号郡山矢吹線 喜久田町方面（郡山市片平町字並西勝）
- 国道4号郡山バイパス側道（郡山市上亀田〈上亀田交差点〉） - 本線への流出入は当交差点ではできない。
- 国道49号 会津若松市方面（郡山市桑野3丁目〈桑野3丁目交差点〉）
- 国道49号 いわき市方面（郡山市桑野1丁目〈開成山交差点〉）
- 内環状線（郡山市朝日1丁目〈並木1丁目交差点〉）
- 福島県道17号郡山停車場線・福島県道57号郡山大越線（郡山市清水台2丁目〈郡山駅入口交差点〉終点）

### 沿線
- 郡山市立河内小学校
- 逢瀬公園
- 郡山市希望ヶ丘図書館
- 郡山ビッグハート（郡山市医療介護病院、郡山市休日・夜間急病センター）
- 開成山公園
- 郡山市役所
- 福島県立安積黎明高等学校
- ザ・モール郡山
- ホテルハマツ
- 安積国造神社